# Mazzerismo
Il mazzerismo è una pratica divinatoria del folklore corso, probabile retaggio sciamanico, per il quale in alcune famiglie dell'isola alcuni individui vengono considerati dei possessori di qualità insolite. Tra queste qualità vi la facoltà di bilocarsi durante il sonno; la persona addormentata si trova contemporaneamente in una situazione di caccia dove egli stesso caccia e uccide degli animali.
Il possessore del dono del mazzerismo viene detto mazzero. È pure soprannominato "Il cacciatore di anime" e "Il Messaggero di Morte".

## Origine
Tale figura probabilmente risale ad un periodo precedente alla religione megalitica, quella del popolo di cacciatori e raccoglitori. Infatti il legame mistico tra la vittima ed il mazzero ricalca molto quello che sarebbe esistito nel pre-neolitico tra il cacciatore e la sua preda. Il mazzerismo offre anche molti spunti in comune con lo sciamanesimo. Anche in molte tribù disperse del mondo che si sostengono con la caccia esiste uno stato mistico paragonabile al mazzerismo corso.

## Etimologia
Mazzero evolve da mactator, sostantivazione del verbo latino mactare (uccidere), donde proviene pure l'italiano “ammazzare”. Ha sicuramente parallelismo anche con la parola spagnola matador che per l'appunto nella realtà e non nel sogno uccide un animale.
I mazzeri hanno vari nomi in Corsica a seconda della zona: "culpadore" ("colpatori" Figari), "acciacatore", "mazzeru" ("mazzatori" a Gualdariccio), "lanceri" a Sartene, "nuttambuli" o "sunnambuli" ad Appietto, "murtulaghj" a Marignana. In alcune di queste zone però si sostiene che i murtulaghj siano solo degli uomini che compaiano in sogno annunciando la morte.

## I Mazzeri
La caccia può essere individuale, o collettiva. In questo caso nel sogno partecipano più mazzeri. Spesso il mazzero assume forma di animale: un cane, un gatto o un corvo. Il mazzero gode nella società di una reputazione ambivalente, sebbene svolga una normale vita sociale dai concittadini viene considerato come un essere soprannaturale, in quanto tramite tra l'aldilà ed il mondo dei vivi.
Il mazzero si può riconoscere guardandolo negli occhi che non fermano ma attraversano lo sguardo.
Anche caratterialmente sono infidi in quanto eccellono per insinuarsi nelle grazie dell'interlocutore. Ma l'intimità con loro è pericolosa perché attirano l'”amico” nel loro regno di tenebre e di morte trasformandolo in una potenziale preda di caccia.
Si racconta che il prescelto dal mazzero diventa assente, sognatore, amante della solitudine iniziando anche a manifestare visioni profetiche.
La sua depressione e la tristezza, probabilmente sono dovute alla consapevolezza di essere strumento di morte.
Nella vita quotidiana, i mazzeri sono esseri pacifici.

## La caccia onirica e la profezia
La loro arma preferita è un bastone pesante, detto "mazza", ma, con il progresso culturale, possono usare anche la pistola, la lancia, l'ascia, il pugnale, i coltelli e anche l’asfodelo, l'arma utilizzata nella lotta tra due mazzeri di due diversi villaggi.
La caccia si svolge in zone di confine e nei luoghi più selvaggi: il più desolato dei passi, i guadi, fiumi. Queste sono i suoi luoghi preferiti. Essa si svolge all'agguato e segue lo stesso schema della caccia tradizionale vicino a punti d'acqua, in luoghi incolti, selvaggi e impenetrabili. I fiumi segnano il confine da un mondo all'altro. L'acqua è anche il luogo preferito degli spiriti, dei morti che non hanno espiato i propri peccati, questi spiriti sono in relazione al Mazzero.
A volte può capitare anche di cacciare per le strade di un paese.
Una volta che l'animale viene ucciso, questi si gira sulla schiena e si trasforma da volto animale a testa di una persona viva nel mondo reale, che in genere appartiene al contesto sociale del mazzero.
La persona riconosciuta, pur non potendo morire nei tre giorni successivi, verrà a morte infallibilmente entro la conclusione di un anno dalla caccia.
Nella caccia si può anche solo ferire l'animale e la persona avrà quindi un semplice incidente o cadrà ammalata. Le parti che sono colpite nella caccia saranno le stesse di quelle colpite dall'incidente o dalla malattia.
Tuttavia la funzione del mazzerismo può anche essere utile: si può agire sul corso delle cose e invertire la tendenza in favore della persona riconosciuta nella caccia.

## La Mandrache
La Mandrache è una battaglia fantasma tra i mazzeri di due diversi villaggi.
Di solito si svolge su una collina. Questo accade la notte del 31 luglio -1º agosto, raggruppati in milizie, combattono contro quelli della comunità vicina.
Questa guerra viene praticata con l'asfodelo. I vincitori avranno un anno di prosperità, i perdenti uno di carestia e tra i mazzeri stessi del villaggio perdente non mancheranno i morti.

## Trasmissione del potere e taumaturgia
La trasmissione del mazzerismo è in genere ereditaria e bisogna essere membri di una famiglia di mazzeri.
È un dono che non si può rifiutare, al limite si potrà diventare mazzero non “acciaccatore”, ovvero non assassino, in tale evenienza il mazzero sarà salvatore di anime e guaritore.